# Quercus concentrica
Quercus concentrica là một loài thực vật có hoa trong họ Cử. Loài này được Lour. miêu tả khoa học đầu tiên năm 1790.